# 美薗中央公園駅
美薗中央公園駅（みそのちゅうおうこうえんえき）は、静岡県浜松市浜名区貴布祢にある遠州鉄道鉄道線の駅。駅番号はET14。
2007年8月1日に北浜中学校前駅から改称された。

## 歴史

### 駅名の由来
開業時、当時の所在地であった浜名郡北浜村から北浜駅と命名された。1977年8月に隣駅が浜北駅に改称された際、混同を避けるため北浜中学校前駅に改称されたが、これでも両駅を混同する市外からの利用者がおり、駅のバリアフリー化完成に合わせ駅前の区画整理事業で完成した「美薗中央公園」の名称を新駅名とした。
「北浜」は「浜北」と同じく「浜名郡の北の地域」から付けられた地名である。
なお、当初の駅名は「北中」（ほくちゅう）として名古屋陸運局に設置申請が行われたが、開業前に「北浜」に変更された。

### 年表
- 1950年（昭和25年）11月29日：北中駅として名古屋陸運局に設置申請
- 1951年（昭和26年）4月1日：北浜駅として開業。
- 1977年（昭和52年）8月1日：北浜中学校前駅に改称。
- 2006年（平成18年）夏：駅東側の屋根付駐輪場供用開始。
- 2007年（平成19年）8月1日：美薗中央公園駅に改称。

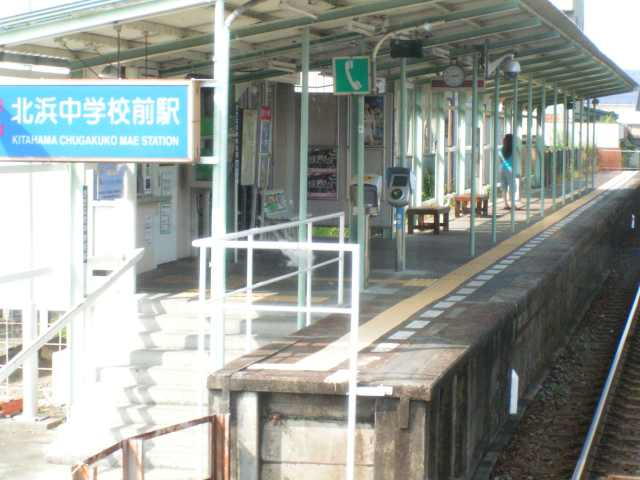
北浜中学校前駅時代

## 駅構造
単式ホーム1面1線の地上駅。駅舎はなく、終日無人駅であるが、夕方の混雑時及び浜松まつり開催時等で、4両編成運行時には臨時の駅員が派遣される場合がある。
ホームの中程にガラス製の仕切りがついた待合室がある。駐輪場（収容384台）は駅の東側に存在する。2007年3月からバリアフリー対応を軸とした駅舎改装工事が行われ、2007年7月下旬に完成した。

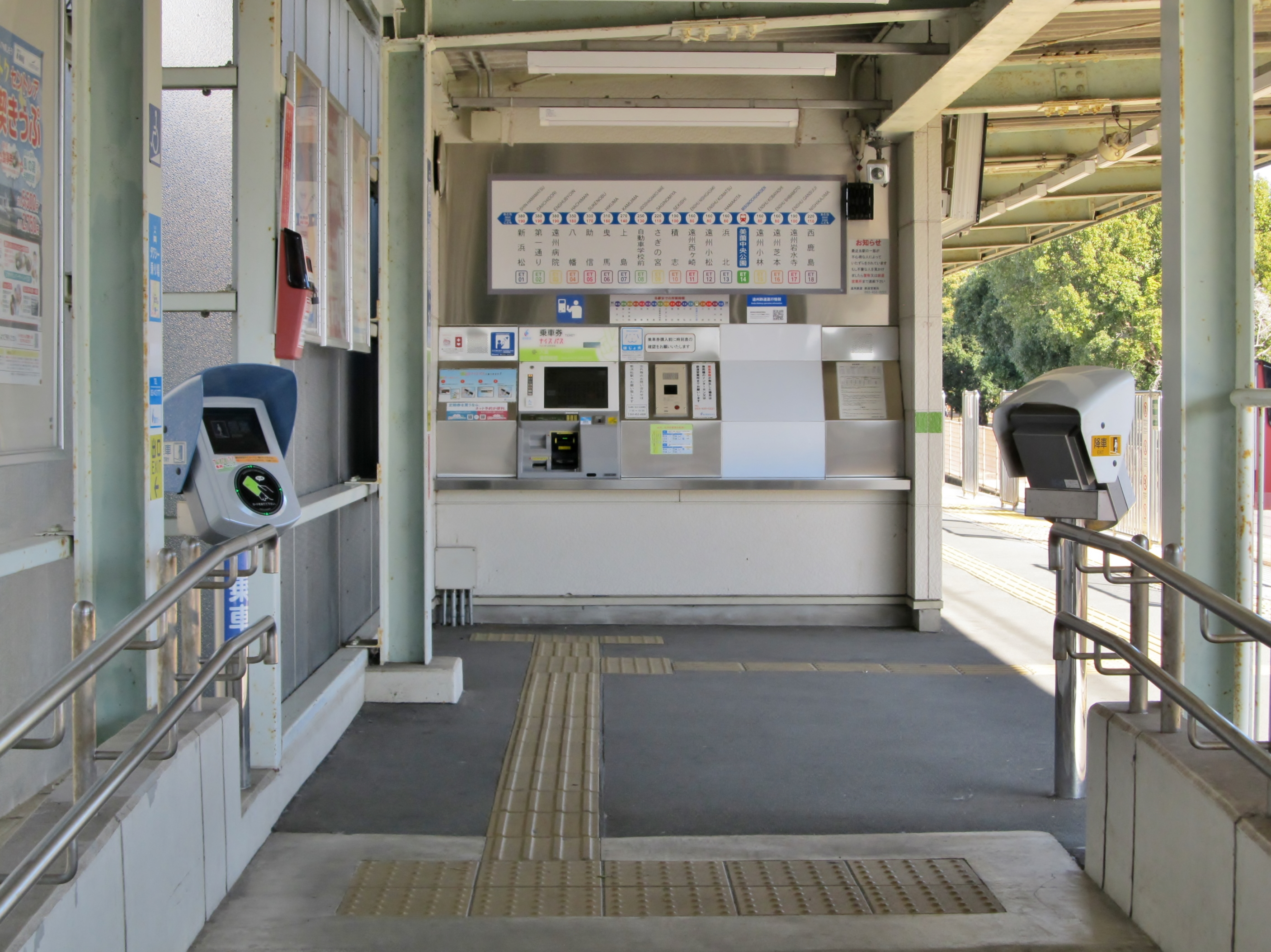
改札口
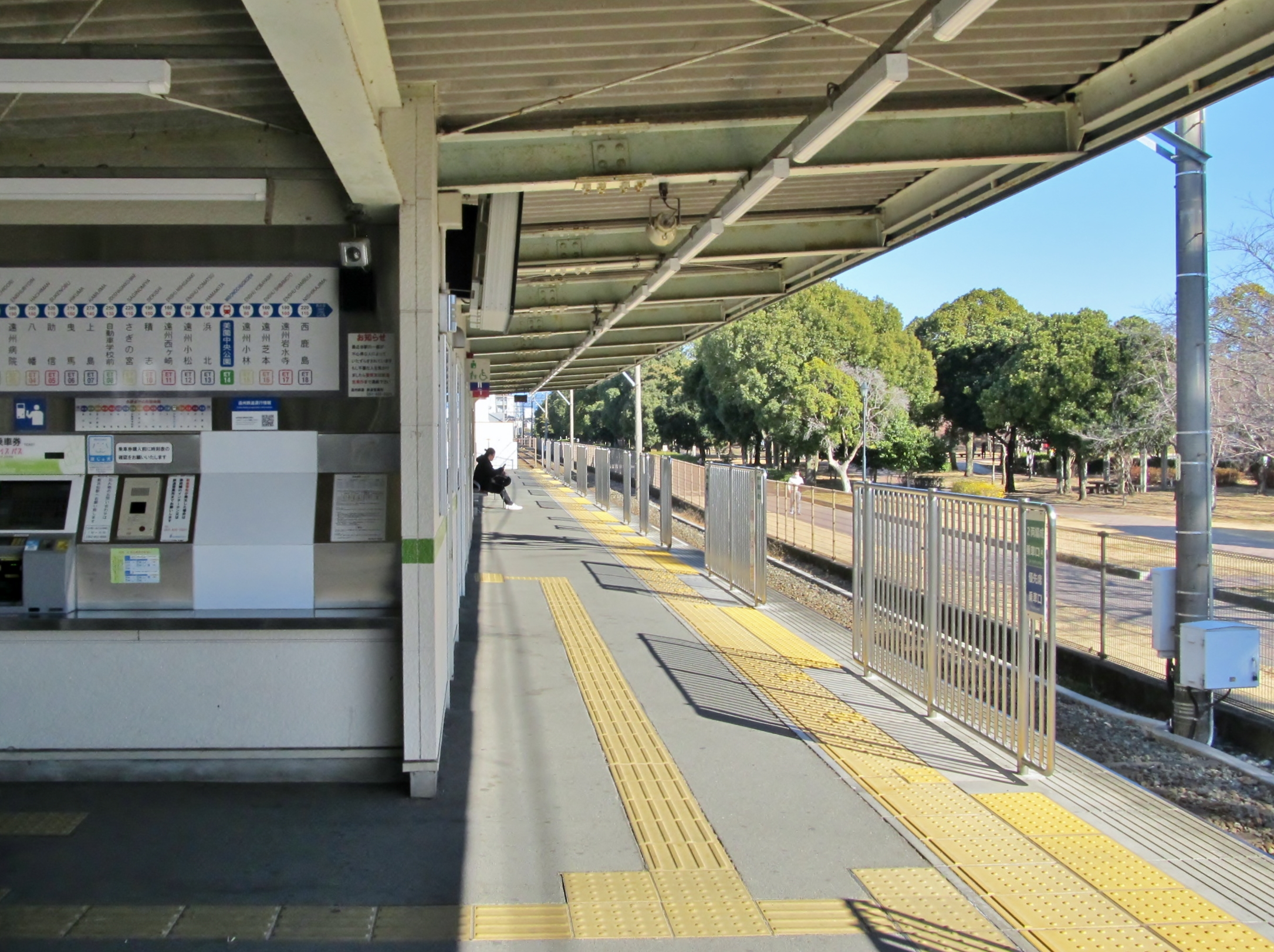
ホーム
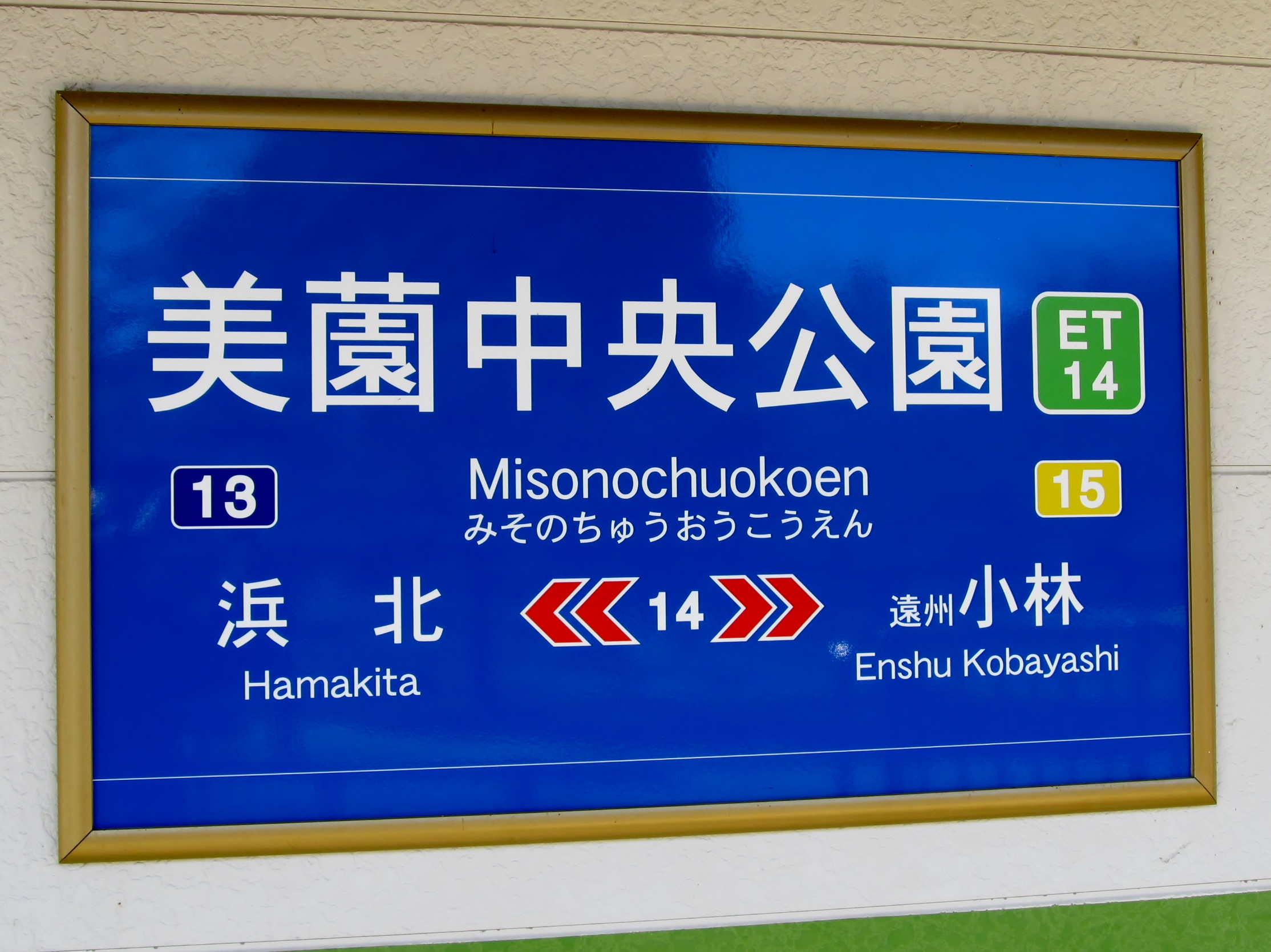
駅名標

## 利用状況
2019年度（令和元年度）の乗車人員は393,984人（全18駅中11位）、降車人員は384,837人（同11位）である。
1980年度（昭和55年度）以降の乗車人員および降車人員は次の表のとおりである。
| 年間の乗車人員・降車人員の推移 | 年間の乗車人員・降車人員の推移 | 年間の乗車人員・降車人員の推移 | 年間の乗車人員・降車人員の推移 |
| 年度                           | 遠州鉄道                       | 遠州鉄道                       | 出典・備考                     |
| 年度                           | 乗車人員                       | 降車人員                       | 出典・備考                     |
| ------------------------------ | ------------------------------ | ------------------------------ | ------------------------------ |
| 1980年度（昭和55年度）         | 174,349 人                     | 175,754 人                     | [ 5 ]                          |
| 1981年度（昭和56年度）         | 165,317 人                     | 171,227 人                     | [ 6 ]                          |
| 1982年度（昭和57年度）         | 159,140 人                     | 167,066 人                     | [ 7 ]                          |
| 1983年度（昭和58年度）         | 163,499 人                     | 170,546 人                     | [ 8 ]                          |
| 1984年度（昭和59年度）         | 159,028 人                     | 165,571 人                     | [ 9 ]                          |
| 1985年度（昭和60年度）         | 166,271 人                     | 174,081 人                     | [ 10 ]                         |
| 1986年度（昭和61年度）         | 168,761 人                     | 182,672 人                     | [ 11 ]                         |
| 1987年度（昭和62年度）         | 185,401 人                     | 201,106 人                     | [ 12 ]                         |
| 1988年度（昭和63年度）         | 199,037 人                     | 214,694 人                     | [ 13 ]                         |
| 1989年度（平成元年度）         | 228,556 人                     | 242,174 人                     | [ 14 ]                         |
| 1990年度（平成2年度）          | 247,314 人                     | 254,472 人                     | [ 15 ]                         |
| 1991年度（平成3年度）          | 275,882 人                     | 283,006 人                     | [ 16 ]                         |
| 1992年度（平成4年度）          | 266,059 人                     | 273,837 人                     | [ 17 ]                         |
| 1993年度（平成5年度）          | 288,185 人                     | 294,653 人                     | [ 18 ]                         |
| 1994年度（平成6年度）          | 282,801 人                     | 289,144 人                     | [ 19 ]                         |
| 1995年度（平成7年度）          | 300,073 人                     | 305,519 人                     | [ 20 ]                         |
| 1996年度（平成8年度）          | 301,847 人                     | 304,072 人                     | [ 21 ]                         |
| 1997年度（平成9年度）          | 243,701 人                     | 246,084 人                     | [ 22 ]                         |
| 1998年度（平成10年度）         | 288,658 人                     | 288,160 人                     | [ 23 ]                         |
| 1999年度（平成11年度）         | 301,996 人                     | 301,858 人                     | [ 24 ]                         |
| 2000年度（平成12年度）         | 310,407 人                     | 311,001 人                     | [ 25 ]                         |
| 2001年度（平成13年度）         | 315,866 人                     | 316,177 人                     | [ 26 ]                         |
| 2002年度（平成14年度）         | 300,281 人                     | 304,803 人                     | [ 27 ]                         |
| 2003年度（平成15年度）         | 339,796 人                     | 341,468 人                     | [ 28 ]                         |
| 2004年度（平成16年度）         | 341,926 人                     | 348,180 人                     | [ 29 ]                         |
| 2005年度（平成17年度）         | 341,420 人                     | 342,423 人                     | [ 30 ]                         |
| 2006年度（平成18年度）         | 355,687 人                     | 352,038 人                     | [ 31 ]                         |
| 2007年度（平成19年度）         | 372,381 人                     | 369,818 人                     | [ 32 ]                         |
| 2008年度（平成20年度）         | 370,366 人                     | 366,018 人                     | [ 33 ]                         |
| 2009年度（平成21年度）         | 352,768 人                     | 348,385 人                     | [ 34 ]                         |
| 2010年度（平成22年度）         | 356,132 人                     | 348,292 人                     | [ 35 ]                         |
| 2011年度（平成23年度）         | 349,070 人                     | 343,491 人                     | [ 36 ]                         |
| 2012年度（平成24年度）         | 358,490 人                     | 350,516 人                     | [ 37 ]                         |
| 2013年度（平成25年度）         | 381,303 人                     | 372,205 人                     | [ 38 ]                         |
| 2014年度（平成26年度）         | 389,372 人                     | 378,921 人                     | [ 39 ]                         |
| 2015年度（平成27年度）         | 398,637 人                     | 386,490 人                     | [ 40 ]                         |
| 2016年度（平成28年度）         | 392,222 人                     | 379,971 人                     | [ 41 ]                         |
| 2017年度（平成29年度）         | 401,331 人                     | 389,765 人                     | [ 42 ]                         |
| 2018年度（平成30年度）         | 399,314 人                     | 387,947 人                     | [ 43 ]                         |
| 2019年度（令和元年度）         | 393,984 人                     | 384,837 人                     | [ 4 ]                          |

## 駅周辺
市街化区域内立地のため、住宅地となっている。
- 浜松市美薗中央公園
- 浜松市立北浜中学校
- 浜松市立伎倍小学校
- ミニストップ浜松貴布祢店
- 浜松いわた信用金庫 浜北支店／美薗支店
- JAとぴあ浜松北浜支店
- クリエイトSD浜松浜北店
- はまきたプラザホテル
- ニコニコレンタカー浜北店
- SPJライフスポーツプラザ

## 隣の駅
遠州鉄道
■鉄道線
浜北駅（ET13） - 美薗中央公園駅（ET14） - 遠州小林駅（ET15）